# L'ultima bugia
L'ultima bugia (Το τελευταίο ψέμα) è un film greco del 1958 diretto da Michael Cacoyannis.